# Clerodendrum phlomidis

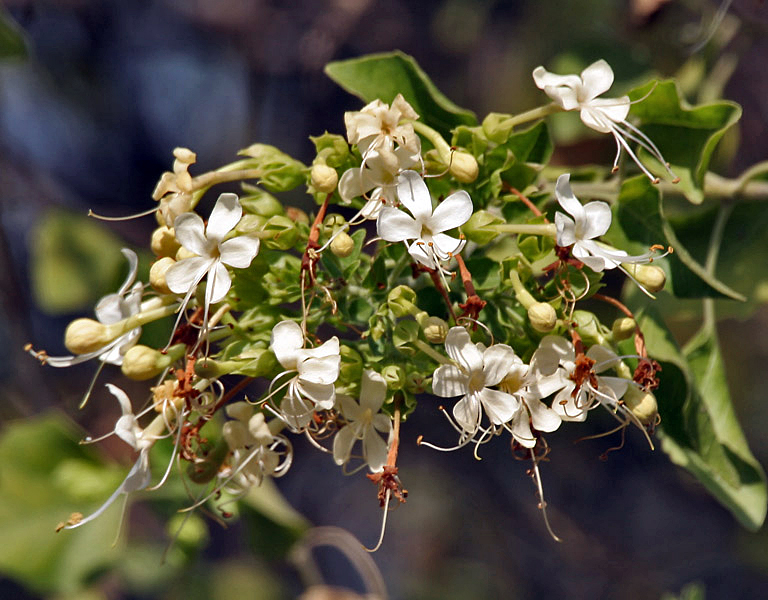
Hoa

Clerodendrum phlomidis là một loài thực vật có hoa trong họ Hoa môi. Loài này được L.f. mô tả khoa học đầu tiên năm 1782.